# Feofar Khan
Feofar Khan è un personaggio immaginario creato dallo scrittore francese Jules Verne che compare nel romanzo Michele Strogoff come antagonista, nel ruolo del capo tartaro che conduce l'invasione in Russia contro lo zar. 
Nel libro viene spesso appellato come l'Emiro e venerato come una vera e propria divinità secondo le usanze dei popoli che abitano quelle zone. Viene descritto come un sovrano freddo e ponderato ed allo stesso tempo crudele e terribile, che sotto la spinta del traditore Ivan Ogareff ha radunato tutti i popoli nomadi della zona per organizzare una vera e propria invasione della Siberia Russa. Le sue truppe avanzano sotto i consigli del suo luogotenente lasciando dietro di esse morti e devastazione.
Nell'epilogo della trama, Strogoff, corriere dello Zar, è imprigionato dal Khan confuso tra le migliaia di prigionieri Siberiani. Per salvare la madre dalla tortura, Michele Strogoff è costretto a rivelare la sua identità e viene torturato secondo l'usanza tartara di indicare a caso un versetto dal Corano e scegliere il supplizio in base alla sua interpretazione. Strogoff viene quindi condannato a "vedere tutto" per l'ultima volta: viene legato vicino al boia dell'Emiro e costretto ad osservare attentamente le danze e i festeggiamenti Tartari ed infine accecato tramite l'utilizzo di una lama incandescente avvicinata ai suoi occhi. Solo alla fine del libro si scoprirà che il vapore scaturito dalle lacrime che gli riempivano gli occhi per la commozione provocata dal supplizio della madre hanno impedito alla lama di danneggiarli e che la sua cecità era solo simulata per portare a termine la sua missione.